# Лакони (Козенца)
Лакони је насеље у Италији у округу Козенца, региону Калабрија.
Према процени из 2011. у насељу је живело 31 становника. Насеље се налази на надморској висини од 394 м.